# 挪威路德会纪念教堂 (明尼阿波利斯)
44°57′43″N 93°15′36″W / 44.961997°N 93.259978°W

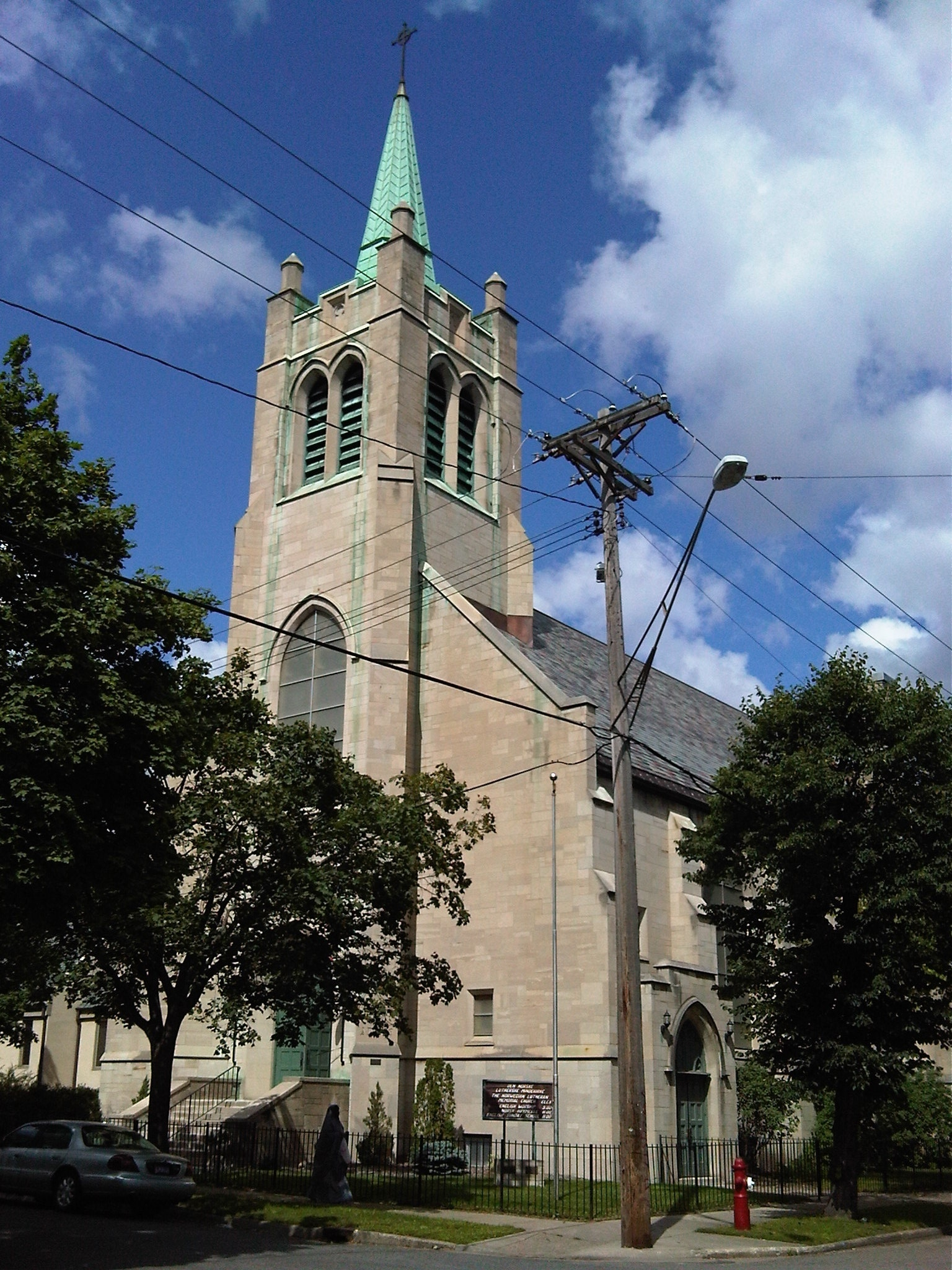

挪威路德会纪念教堂（英语：Norwegian Lutheran Memorial Church，挪威语：Den Norske Lutherske Mindekirke，Mindekirken）是美国明尼阿波利斯的一座路德会教堂，成立于1922年。它是美国仍然主要使用挪威语作为主要礼拜语言的两座教堂之一，另一座是芝加哥的Minnekirken 哈拉尔五世国王是该堂的赞助者。